# Amanya Mushega
Amanya Mushega, né en 1946, est un avocat et un diplomate ougandais qui a été secrétaire général de la Communauté d'Afrique de l'Est de 2001 à 2006.